# إيكاترينا فيلكوفا
إيكاترينا فيلكوفا (مواليد 11 يوليو 1984) هي ممثلة روسية، عُرفت لدورها في فيلم البرق الأسود.

## روابط خارجية
- إيكاترينا فيلكوفا على موقع IMDb (الإنجليزية)
- إيكاترينا فيلكوفا على موقع ألو سيني (الفرنسية)
- إيكاترينا فيلكوفا على موقع أول موفي (الإنجليزية)
- إيكاترينا فيلكوفا على موقع قاعدة بيانات الفيلم (الإنجليزية)
- إيكاترينا فيلكوفا على موقع كينوبويسك (الروسية)